# Arctornis macrocera
Arctornis macrocera är en fjärilsart som beskrevs av Sharpe 1890. Arctornis macrocera ingår i släktet Arctornis och familjen tofsspinnare. Inga underarter finns listade i Catalogue of Life.